# حضىالعليا (حزم العدين)

تعديل مصدري - تعديل

حضىالعليا محلة تابعة لقرية حضى، التابعة لعزلة حقين بمديرية حزم العدين إحدى مديريات محافظة إب في الجمهورية اليمنية، بلغ تعداد سكانها 226 حسب تعداد اليمن لعام 2004.